# Sonate K. 3
Pour un article plus général, voir Essercizi per gravicembalo.
La sonate K. 3 (F.519/L.378) en la mineur est une œuvre pour clavier du compositeur italien Domenico Scarlatti. C'est la troisième sonate du seul recueil publié du vivant de l'auteur, les Essercizi per gravicembalo (1738), qui contient trente numéros.

## Présentation
La sonate en la mineur K. 3, notée Presto, est une petite étude polyphonique à deux voix, en noires, sur la gamme chromatique et l'arpège de septième diminuée (dès la fin de la mesure 14 et suivantes). Au début et à la fin de chaque section de la sonate, Scarlatti joue avec « une espiègle glissade de doubles croches ».

## Édition et manuscrits

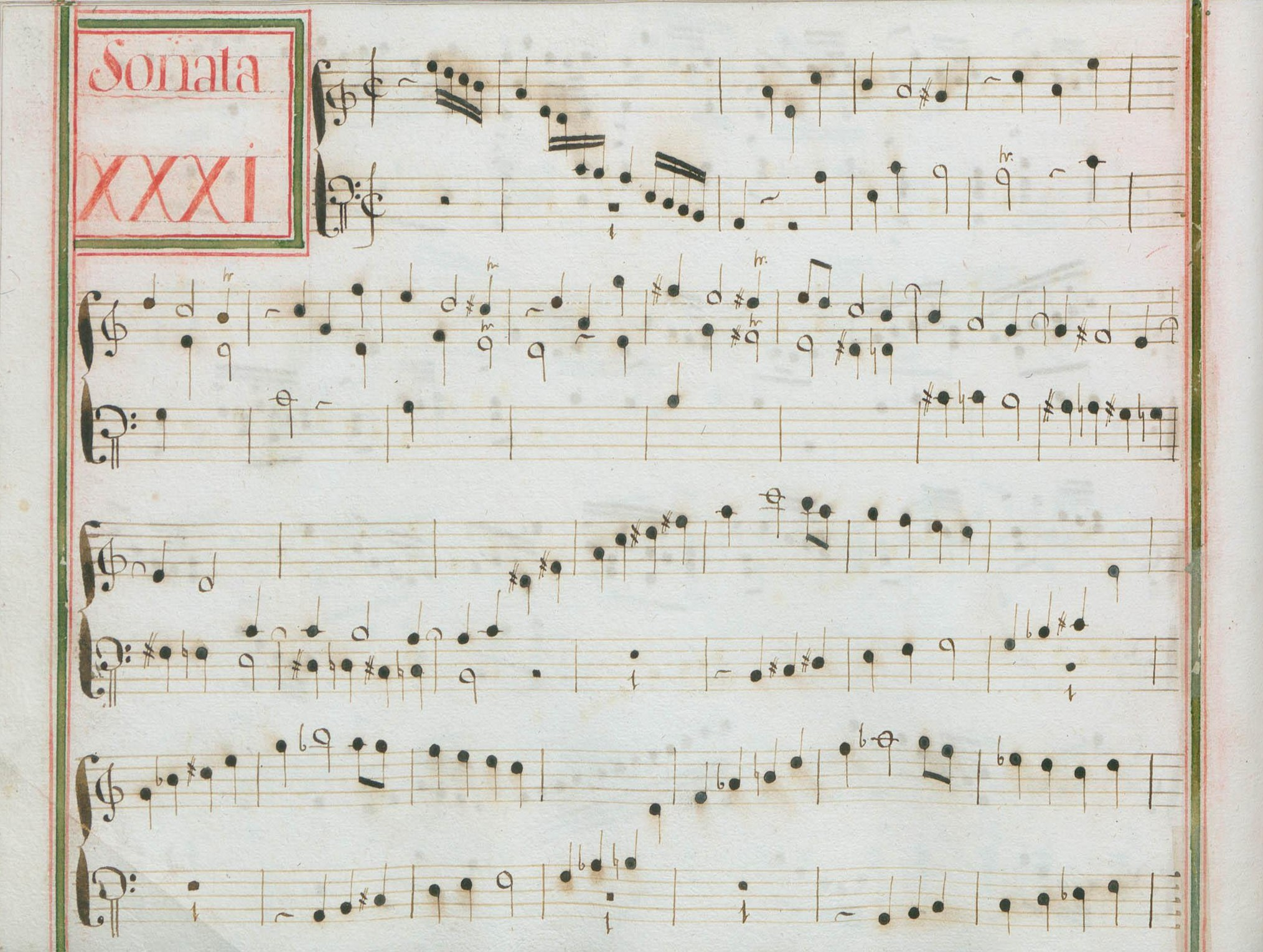
Début de la sonate, extraite du volume XIV du manuscrit de Venise.

L'œuvre est imprimée dans le recueil des Essercizi per gravicembalo, publié sans doute à Londres en 1738. Une copie subsiste dans les manuscrits de Venise XIV 31 et Vienne G 57.

## Interprètes
La sonate K. 3 est interprétée :
- au piano notamment par Ivo Pogorelich (DG, 1992), Mikhaïl Pletnev (1994, Virgin), Michael Lewin (1995, Naxos, vol. 2), Dejan Lazić (2008, Channel Classics), Carlo Grante (2010, Music & Arts, vol. 1), Daria van den Bercken (2017, Sony), Margherita Torretta (14-16 avril 2019, Academy Productions) et Marco Fumo (it) (2022, Odradeck) ;
- au clavecin, par Scott Ross (1976, Still et 1985, Erato)[4],  Gustav Leonhardt (1978, Seon/Sony), Joseph Payne (1990, BIS), Richard Lester (Nimbus, vol. 1 et 6), Pierre Hantaï (2002, Mirare, vol. 1), Kenneth Weiss (2007, Satirino), Emilia Fadini (2008, Stradivarius, vol. 11) et Hank Knox (2021, Leaf Music).

## Sources
: document utilisé comme source pour la rédaction de cet article.
- Ralph Kirkpatrick (trad. de l'anglais par Dennis Collins), Domenico Scarlatti, Paris, Lattès, coll. « Musique et Musiciens », 1982 (1re éd. 1953 (en)), 493 p. (OCLC 954954205, BNF 34689181).
- Alain de Chambure, « Domenico Scarlatti : Intégrale des sonates — Scott Ross », p. 172–175, Erato (2564-62092-2), 1985 (OCLC 891183737) .
- Guy Sacre, La musique pour piano : dictionnaire des compositeurs et des œuvres, vol. II (J-Z), Paris, Robert Laffont, coll. « Bouquins », 1998, 2423 p. (ISBN 978-2-221-08566-0).